# Лукьянов, Дмитрий Акимович
Дмитрий Акимович Лукьянов (15 февраля 1900 года, деревня Еськово, Лихвинский уезд, Калужская губерния — 7 октября 1985 года, Жданов) — советский военный деятель, генерал-майор (18 мая 1943 года).

## Начальная биография
Дмитрий Акимович Лукьянов родился 15 февраля 1900 года в деревне Еськово Лихвинского уезда Калужской губернии.
Работал чернорабочим в мануфактурном магазине «Левинсон» в Сокольниках (Москва).

## Военная служба

### Гражданская война
5 апреля 1918 года призван в ряды РККА и направлен красноармейцем в Московско-Саратовский полк, в составе которого принимал участие в боевых действиях на Восточном фронте против войск под командованием А. И. Дутова, а с ноября — на Южном фронте против войск под командованием П. Н. Краснова и А. И. Деникина. 11 апреля 1919 года был ранен под Репной, после чего лечился в 40-м военном госпитале в Туле и по выздоровлении вернулся в полк. 25 июля в районе Торновки (Балашовский уезд) попал в плен, после чего содержался в Азовском лагере военнопленных, а затем переведён погонщиком на Парамоновские шахты «Нецветай».
В декабре того же года Лукьянов был освобождён 33-й Кубанской стрелковой дивизией и вскоре был направлен курсантом в учебную команду 289-го стрелкового полка в составе этой же дивизии, после окончания которой в мае 1920 года назначен на должность командира пулемётного взвода, находясь на которой, во время советско-польской войны принимал участие в боевых действиях на Западном фронте. По окончании Варшавской операции вместе с полком перешёл границу Восточной Пруссии, после чего был интернирован и содержался в лагерях Гамельн и Минден.

### Межвоенное время
В июне 1921 года Д. А. Лукьянов вернулся в СССР и направлен на учёбу на 73-и Новгородские пехотные курсы, а в мае 1922 года переведён в Ленинградскую пехотную школу, после окончания которой в августе 1925 года назначен на должность командира взвода в составе 79-го стрелкового полка (27-я Омская стрелковая дивизия, Западный военный округ), дислоцированного в Лепеле.
В сентябре 1927 года направлен на учёбу на Ленинградские пехотные курсы имени Ф. Энгельса, после окончания которых в августе 1928 года направлен в Кронштадтский стрелковый крепостной полк (Ленинградский военный округ), где был назначен на должность политрука роты, а в ноябре 1930 года — на должность командира роты.
В марте 1936 года назначен на должность помощника начальника штаба 32-го стрелкового полка, в октябре — на должность командира батальона в составе 33-го стрелкового полка (11-я стрелковая дивизия), 13 января 1938 года переведён в 43-ю стрелковую дивизию, где был назначен на должность командира 65-го стрелкового полка, а в мае — на должность командира 147-го стрелкового полка. В 1939 году учился на курсах усовершенствования комсостава «Выстрел», после окончания которых вернулся на прежнюю должность и вскоре принимал участие в боевых действиях на Карельском перешейке во время советско-финской войны.
В декабре 1940 года назначен на должность заместителя командира 43-й стрелковой дивизии, а 5 апреля 1941 года — на должность командира 191-й стрелковой дивизии, которая формировалась в Ленинградском военном округе и к июню передислоцирована в район Кингисепп — Нарва — Сланцы.

### Великая Отечественная война
С началом войны дивизия под командованием полковника Д. А. Лукьянова заняла оборонительный рубеж по восточному берегу реки Нарвы, после чего принимала участие в боевых действиях в районе Кингисеппа, Нарвы и Копорья и с сентября отступала по направлению на Ропшу и Петергоф, откуда была передислоцирована в Ленинград и в октябре — через Ладожское озеро в район деревни Ситомля (Тихвинский район), после чего вела боевые действия в ходе Тихвинской оборонительной операции. 2 ноября был освобождён от занимаемой должности и 16 ноября назначен командиром 2-й стрелковой дивизии, находившейся в окружении в районе Вязьмы, однако уже 23 ноября был ранен, после чего находился на лечении в челябинском госпитале.
После выздоровления 7 января 1942 года полковник Лукьянов назначен на должность командира 2-й стрелковой дивизии, формировавшейся в районе Архангельска. После окончания формирования дивизия в апреле была передислоцирована в район Малой Вишеры, где была включена в состав 59-й армии (Волховский фронт), после чего принимала участие в оборонительных боевых действиях на западном берегу реки Волхов в районе деревни Селищи (Чудовский район, Новгородская область), а с 14 января 1944 года участвовала в ходе Новгородско-Лужской наступательной операции. 12 февраля генерал-майор Лукьянов был освобождён от занимаемой должности «за отсутствие организованности и потерю управления в бою».
3 марта 1944 года назначен на должность командира 128-й стрелковой дивизии, которая принимала участие в боевых действиях в ходе Кингисеппско-Гдовской, Псковско-Островской и Тартуской наступательных операций.
19 августа генерал-майор Лукьянов назначен на должность заместителя командира 122-го стрелкового корпуса, одновременно с этим в период с 25 по 29 августа исполнял должность командира 189-й стрелковой дивизией, после чего вернулся на прежнюю должность в 122-й корпус, который вскоре принимал участие в боевых действиях в ходе Прибалтийской наступательной операции.
27 ноября 1944 года назначен на должность командира 85-й стрелковой дивизии, которая дислоцировалась в районе Краукли, Ракинс, Мегори и одновременно охраняла рижские государственные предприятия.
12 марта 1945 года назначен на должность командира 48-й стрелковой дивизии, которая принимала участие в боевых действиях против Курляндской группировки противника, а в апреле была передислоцирована в Румынию.

### Послевоенная карьера
После окончания войны находился на прежней должности командира 48-й дивизии, которая в августе 1945 года была включена в состав Одесского военного округа.
В марте 1946 года направлен на учёбу на Высшие академические курсы при Высшей военной академии имени К. Е. Ворошилова, после окончания которых с марта 1947 года находился в распоряжении Управления кадров Сухопутных войск и в июне был назначен на должность заместителя командира 131-го стрелкового корпуса (Беломорский военный округ), дислоцированного в Кеми, в марте 1951 года — на должность заместителя командира 31-го стрелкового корпуса, дислоцированного в Мурманске, а в апреле того же года — на должность командира 67-й стрелковой дивизии, которая в марте 1952 года была включена в состав 6-й армии.
Генерал-майор Дмитрий Акимович Лукьянов 30 декабря 1953 года вышел в запас. Умер 7 октября 1985 года в Жданове.

## Награды
- Орден Ленина (21.02.1945);
- Четыре ордена Красного Знамени (21.03.1940, 25.06.1944О, 03.11.1944, 20.06.1949);
- Два ордена Отечественной войны 1 степени (17.12.1944, 06.04.1985);
- Медали.